# المعهد الوطني للرياضيات البحتة والتطبيقية
يُعد المعهد الوطني للرياضيات البحتة والتطبيقية (بالإنجليزية: National Institute for Pure and Applied Mathematics)‏ IMPA على نطاق واسع المؤسسة البحثية والتعليمية الأولى في البرازيل في مجال الرياضيات. يقع في مدينة ريو دي جانيرو، وكان يُعرف سابقًا باسم معهد الرياضيات البحتة والتطبيقية، ومن هنا كان الاختصار الرسمي له.
إنه مؤسسة بحثية وتعليمية مؤهلة كمنظمة اجتماعية (SO) تحت رعاية وزارة العلوم والتكنولوجيا والابتكارات والاتصالات (MCTIC) ووزارة التعليم (MEC) في البرازيل. يقع IMPA حاليًا في حي جارديم بوتانيكو (المنطقة الجنوبية) في ريو دي جانيرو، البرازيل، وقد تم تأسيسه في 15 أكتوبر 1952. وكانت أول وحدة بحثية تابعة للمجلس القومي للبحوث (CNPq)، وهي وكالة تمويل اتحادية تم إنشاؤها قبل عام. شعارها عبارة عن شريط منمق من موبيوس، يعيد إنتاج منحوتة كبيرة لشريط موبيوس المعروض داخل مقر IMPA.
أسسه ليليو جاما وليوبولدو ناتشبين وموريسيو بيكسوتو، تتمثل المهمة الأساسية لـIMPA في تحفيز البحث العلمي وتدريب باحثين جدد ونشر الثقافة الرياضية وتحسينها في البرازيل. تعتبر المعرفة الرياضية أساسية للتطور العلمي والتكنولوجي، وهي مكونات لا غنى عنها للتقدم الاقتصادي والاجتماعي والبشري. منذ عام 2015، يدير المعهد مارسيلو فيانا.